# Богушув-Горце-Запад
Богушув-Горце-Запад (пол. Boguszów Gorce Zachód) — товарно-пассажирская станция в городе Богушув-Горце, в Нижнесилезском воеводстве Польши. Имеет 2 платформы и 2 пути.
Станция на железнодорожной линии Вроцлав — Валбжих — Еленя-Гура — Згожелец — Гёрлиц, построена в 1867 году, когда эта территория была в составе Королевства Пруссия.